# Преоперативни пост
Преоперативни пост или преоперативно гладовање једна је од преоперативних припрема болесника, заснована на уздржавањау од уноса хране и течности извесно време пре извођења хируршке операције. Има за циљ спречавање аспирације (продора) желудачног садржја у плућа, током и извесно време након хируршке интервенције.

## Опште информације
Обично пре оперативне интервенције пацијент мора да испуни одређене захтеве и да поштује упутства лекара како би операција имала веће шансе за успех. Страх од аспирације желучаног садржаја и његових смртно опасних последица код пацијената (аспирациони пнеумонитис и респираторна инсуфицијенција) довео је до тога да су многи лекари, посебно анестезиолози, ригидно следили конзервативне стандарде преоперативног поста, као саставног дела преоперативних припрема пацијента. 
Аспирација желудачног и орофарингеалног садржаја се може јавити током свих врста анестезије код пацијената који не гладују, јер анестетички и седативни лекови смањују или уклањају заштитне рефлексе дисајних путева који нормално спречавају улазак регургитованог желучаног садржаја у плућа.
Као што му име каже, преоперативни пост је саставни део преоперативне припреме. Експерименталне студије и прегледи доследно показују је да је гутања течности до два сата пре увођења у анестезије код здравих пацијената без фактора ризика, због чињеница да дужи течни пост не мора нужно пружити додатну заштиту против плућне аспирације.

### Препоруке
Смернице за преоперативни пост заснивају се на физиологији желуца и стручном мишљењу, јер постоје ограничени докази да то побољшава исход. Будући да лошији исходи могу бити повезани са аспирацијом честица хране, киселим садржајем или великим количинама било ког желучаног садржаја, смернице имају за циљ уклањање честица хране и смањење запремине и киселости желудачног садржаја у време увођења у анестезију.
Време за које ће особа која која ће се подврћи операцији не сме да узима ниједну врсту хране и течности одрежује лекар. То је начин да се због могућих компликација током анестезије могу спречити врло штетне последице по здравље.
Уобичајено је да се у проперативном посту поштују одговарајућа правила, као што су: 
- Пацијент не сме узимати било какву врсту меса, пржену или масну храну током осам сати пре примене такозване анестетске индукције.
- Пацијент не би требало да пије течност, углавном воду, до два сата преоперације.
- Минимум шест сати пре анестезије пацијент може да унесе умерену количину течне хране и толико тоста.[8]

## Плућна аспирација
Плућна аспирација желучаног или орофарингеалног садржаја током анестезије је редак догађај, али са значајним морбидитетом и морталитетом. У том смислу главни разлог преоперативног поста је, да се спречи плућне аспирације садржаја желуца, све време док је пацијент под дејством анестезије.
Аспирација од само 30-40 мл може бити главни узрок гушења и смрти током операције, и зато је неопходно смањити запремину стомачног садржаја што је више могуће. Неколико фактора могу предиспонирати регургитацију садржаја желудца:
- неадекватну анестезија,
- трудноћа,
- гојазност,
- сужен дисајни пут,
- хитне операције (јер се време поста смањује),
- пун желудац,
- промењена покретљивост гастроинтестиналног тракта.

Дуже време поста доводи до већег смањења лезије ако дође до аспирације желудачног садржаја.

## Гастрични услови
Поред поста, пацијенту треба дати и антациде ноћ пре операције (или ујутро у поподневној операцији) и то поновити два сата пре операције. Ово служи за повећање пХ желудачног садрћаја, односно смањење нивоа желудачне киселине, чиме се смањењу штете изазване плућном аспирацијом, уколико до ње дође. Блокатори Х2 рецептора треба да се користе у ситуацијама високог ризика и да се примењују у истим интервалима као и антациди.
Гастропареза (одложено пражњење желуца) може да се јави због:
- метаболичких узрока (на пример, лоше контролисана шећерна болест),
- смањене покретљивости желуца (на пример, због кранијалних лезија)
- опструкције пилоруса (на пример, пилорична стеноза ).

Повремена појава, гастроезофагеалног рефлуксу може бити повезан са одложеним пражњењем течности из чврстих супстанци, из желудачног садржаја. 
Повећани интраабдоминални притисак (на пример, у трудноћи или гојазности) предиспонира регургитацију. 
Одређени лекови, као што су опијати, могу проузроковати знатна кашњења у пражњењу желуца, као и трауме, што се може утврдити неким показатељима, попут нормалних звукова црева и отсуства глади.

## Минимално трајање поста
Иако постоје бројни ставово о времену трајања поста, ипак већина лекара као минимално времее поста пре операције препоручује следеће смернице наведене у доњој табели:
| Старост                          | Чврсте материје | Бистре течности |
| -------------------------------- | --------------- | --------------- |
| < 6 месеци                       | 4 часа          | 2 часа          |
| 6 — 36 месеци                    | 6 часова        | 3 часа          |
| > 36 месеци (укључујући одрасле) | 8 часова        | 3 часа          |

Када анестезију треба применити у хитним ситуацијама, уместо поста може се применити назогастрична аспирација која се обично изводи ради смањења волумена желучаног садржаја и ризика од његов плућне аспирације.